# Hochbunker Dottendorf

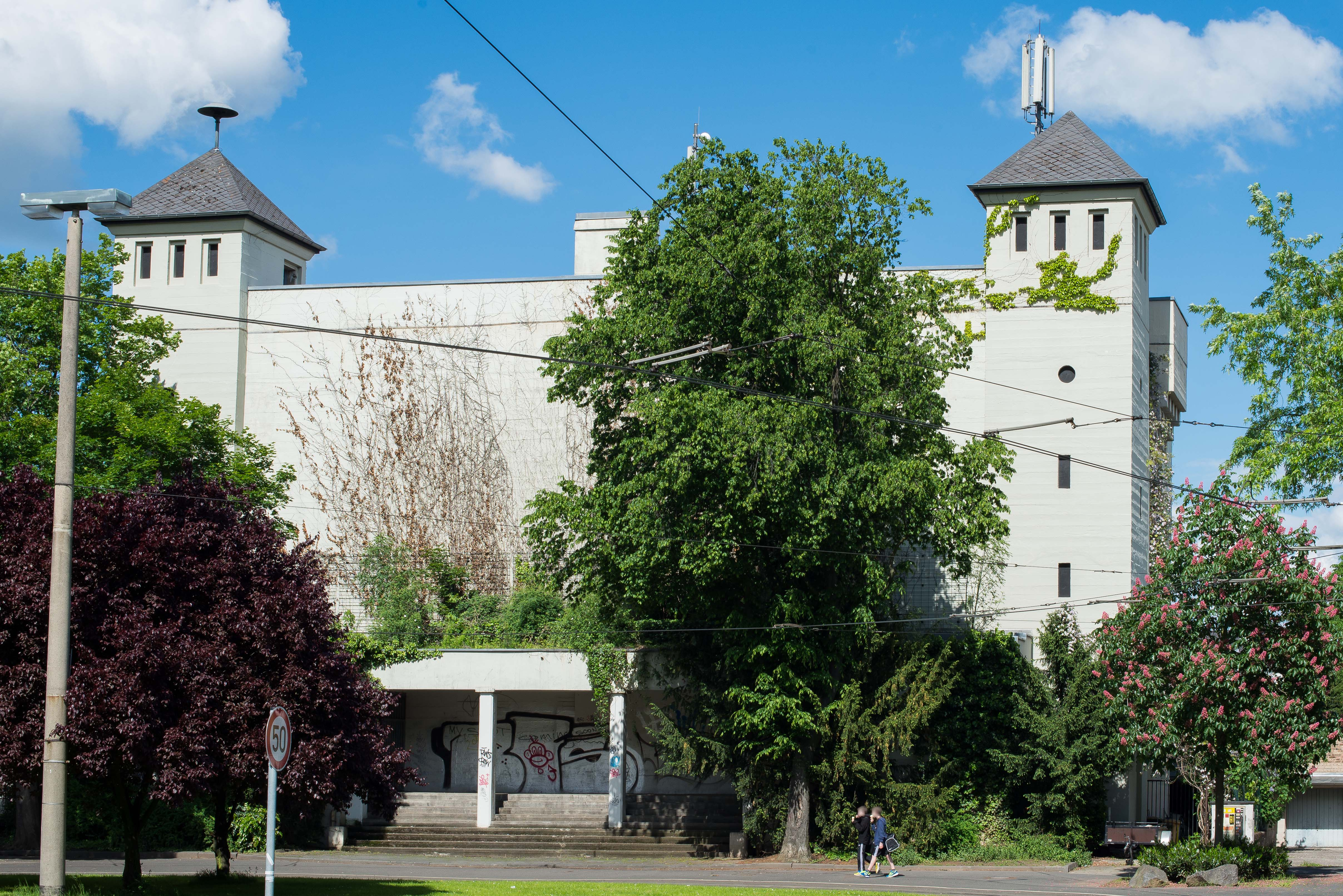
Die Bunkerfassade zum Quirinusplatz (Westseite) im Mai 2013

Der Hochbunker im Bonner Ortsteil Dottendorf liegt am Quirinusplatz, etwa 6 km südlich des Stadtzentrums im linksrheinischen Stadtgebiet von Bonn. Er steht als Baudenkmal unter Denkmalschutz.

## Geschichte
Der Bunker wurde in den Jahren 1941/42 errichtet. Er diente im Zweiten Weltkrieg als Luftschutzbunker und wurde in der Zeit des Kalten Krieges erhalten. Letztmals wurden 1984 Sanitär- und Versorgungsanlagen instand gesetzt. Im Jahr 2011 erlosch die Zivilschutzbindung und 2014 wurde der Bunker von der Bundesanstalt für Immobilienaufgaben zum Verkauf ausgeschrieben. Als Richtpreis wurde ein Bewertung von EUR 285.000 angegeben. Ende 2014 erwarben die Bauunternehmer und Brüder Andreas und Stephan Frey die Immobilie. Die beiden Unternehmer hatten im Jahr 2012 bereits den Hochbunker in Bonn-Beuel (Auf der Schleide/Goetheallee) übernommen und bis Anfang 2014 in Wohnraum umgestaltet. 2022 waren die Bauarbeiten am dottendorfer Bunker abgeschlossen. Ende 2022 waren alle Wohnungen bewohnt.

## Objektbeschreibung
Der viergeschossige Hochbunker steht auf einem annähernd rechteckigen Grundriss. Es besitzt neben zwei seitliche Turmbauten einen Eingangsportikus sowie seitliche und rückwärtige Erkeranbauten auf Höhe des dritten Obergeschosses. Diese Anbauten werden von abgetreppten Konsolen gestützt und dienen als Zierde. An der Frontseite befinden sich die beiden Bunkerzugänge; sie sind über eine Treppenanlage aus Naturstein zu erreichen. Die seitlichen Portikusbegrenzungen dienten dem Eingangsschutz und verfügen über einen Dicke von zwei Metern. Die Kelleraußenwände sind etwa drei Meter, die oberirdisch liegenden Außenwände rund zwei Meter stark. Die Bodenplatte und die Abschlussdecke verfügen über eine Dicke von je etwa 1,40 Meter. Die Deckenhöhe beträgt etwa 2,60 Meter. Im Gebäudeinneren befinden sich zwei Treppenhäuser. Das Betongebäude verfügt über eine Nutzfläche von etwa 822 Quadratmetern. Um die jeweils zentralen Innenräume von etwa 3 × 20 Meter Größe gruppierten sich auf jeder Etage ursprünglich eine Vielzahl kleinerer Räume. Bei den Sanierungsarbeiten im Jahr 1984 wurde ein großer Teil der nichttragenden Zwischenwände entfernt.
Das Flachdach ist bekiest. Auf dem Dach steht eine Mobilfunkantenne. Die beiden leicht vortretenden Ecktürme werden einen knappen Meter über Traufhöhe geführt und sind mit schiefergedeckten Pyramidendächern versehen. Die Turmzugänge liegen an den Gebäudeseiten, eine Verbindung zum Bunkerinnenraum besteht nicht. Die Wendeltreppen führen direkt in das Obergeschoss.

## Trivia
Der Quirinusplatz wird von der Bevölkerung auch als Bunkerplatz bezeichnet.